# Jochen Klepper
Jochen Klepper (Beuthen an der Oder, 22 maart 1903 – Berlijn, 11 december 1942) was een protestants-christelijke schrijver en journalist uit Duitsland. Aanvankelijk wilde hij predikant worden, net als zijn vader. Later begon Klepper het schrijven te beschouwen als een ambt in dienst van God. Hij schreef kerkelijke liederen, troostrijke poëzie, romans en journalistiek werk. Ook in Nederlandse kerken worden zijn liederen gezongen. Ook werd Jochen Klepper bekend door zijn dagboeken, die na zijn dood werden uitgegeven.
In april 2015 is bij Royal Jongbloed te Heerenveen een Nederlandse uitgave van deze dagboeken verschenen. Het betreft een selectie, met als titel Onder de schaduw van uw vleugels. In april 2016 verscheen bij dezelfde uitgeverij een bundeltje met 29 kerkelijke gezangen van zijn hand, Het licht breekt door de wolken.

## Biografie
De predikantszoon Jochen Klepper wordt op 22 maart 1903 geboren, in het Poolse stadje Beuthen an der Oder. Hij studeert theologie in o.a. Breslau, maar breekt zijn studie voortijdig af. In Breslau wordt hij verliefd op de joodse weduwe Johanna (Hanni) Stein, met wie hij in 1931 trouwt. Het stel vestigt zich in Berlijn, samen met Steins twee dochters. In Berlijn ontwikkelt Klepper zich tot een productief schrijver van o.a. essays, romans, gedichten en hoorspelen.
Ook begint hij in Berlijn met het schrijven van dagboeken. Die geven een helder beeld van de politieke ontwikkelingen in Duitsland, die steeds grimmiger worden. In 1933 komt Hitler aan de macht. Jochen Klepper is bang ontslagen te worden bij de radio, omdat hij met een Joodse vrouw is getrouwd en omdat hij ooit aangesloten was bij een socialistische partij. Uiteindelijk mag hij blijven, maar moet vrijwel anoniem werken. Dit frustreert hem hevig.
Onder het nationaalsocialisme groeit de Jodenhaat in Duitsland. Ook kennissen van de familie worden daar slachtoffer van. Gemengde huwelijken worden taboe verklaard. In zijn dagboek schrijft Klepper: ‘Uiteindelijk blijft alleen Hanni. Alleen het schrijven. Alleen het geloof. Ik vecht alle angsten en aanklachten aan, omdat immers iedere dag, die God mij geeft goed is, zolang deze drie bestaan: Hanni, het schrijven, het geloof.’
De Kleppers houden van hun land en willen niet emigreren. Maar in 1939 is de situatie zo nijpend geworden voor de Joodse inwoners, dat Hanni’s oudste dochter Brigitte naar Engeland vertrekt.

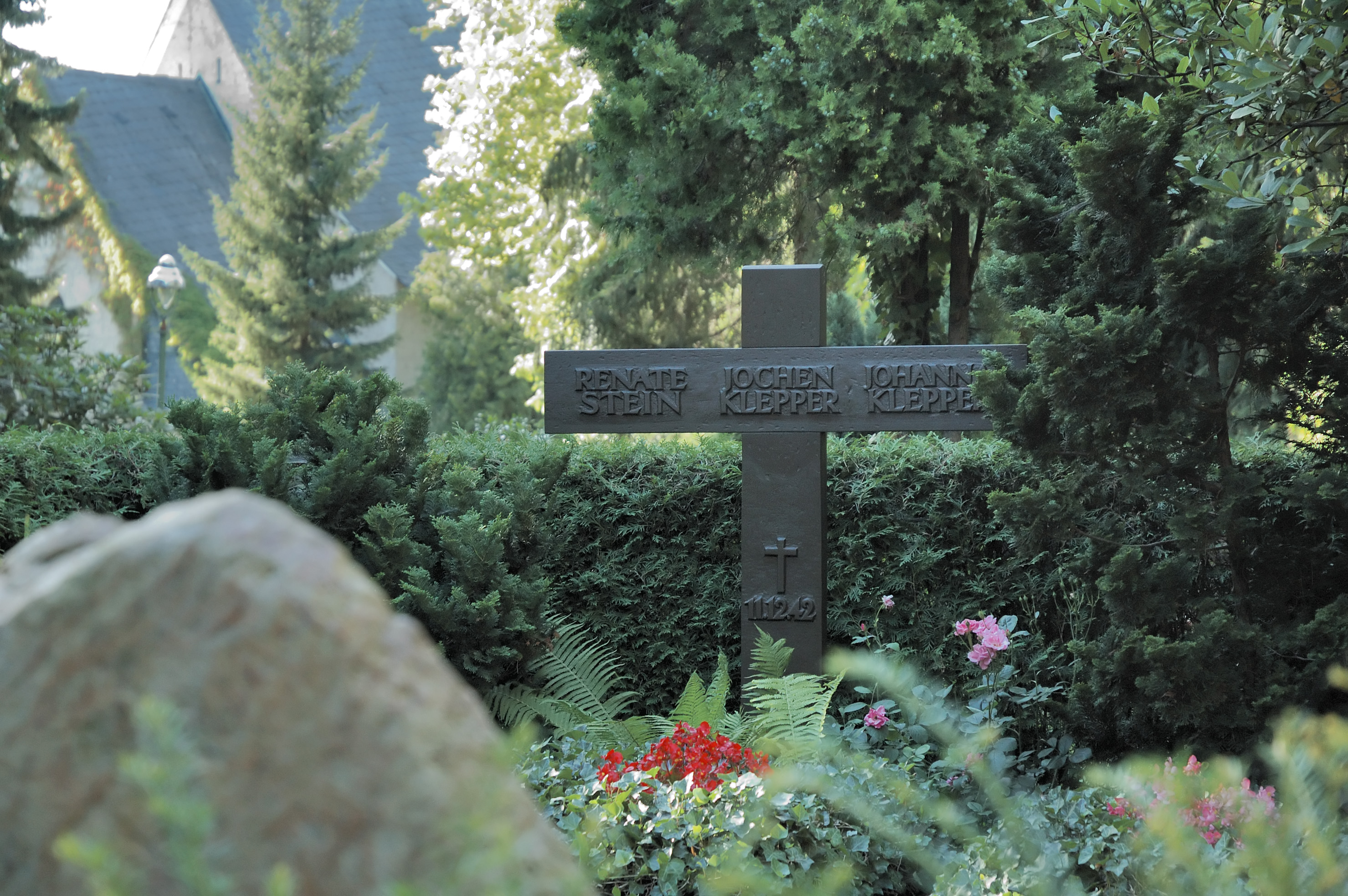
Het graf van het gezin Klepper in Nikolassee

Jochen Klepper gruwt van de Deutsche Christen, een beweging binnen de Protestantse Kerk die de ideeën van de nazi’s aanhangt. Maar hij sluit zich ook niet aan bij de Bekennende Kirche, de christelijke verzetsbeweging, waartoe o.a. Dietrich Bonhoeffer behoort. Protesteren ligt niet in Kleppers aard. Hij is een zachtmoedig mens, en zijn vertrouwen in God en in de mensheid zou je achteraf naïef kunnen noemen. Niettemin betoont hij zich ongelooflijk moedig in het beschermen van zijn gezin en het vasthouden aan zijn geloofsprincipes.
In december 1940 krijgt Jochen Klepper een oproep voor militaire dienst. Hij hoopt zijn gezin als soldaat beter te kunnen beschermen, maar hij wordt al gauw ontslagen. Ze proberen Renate, de jongste dochter, het land uit te krijgen. Na maandenlange onderhandelingen tot op het hoogste niveau wordt haar een uitreisvisum geweigerd. 
Jochen, Johanna en Renate beseffen dat de deportatie van moeder en dochter onvermijdelijk is. Na een lange geestelijke strijd, besluiten ze zichzelf als gezin om het leven te brengen. Op 10 december 1942 schrijft Jochen in zijn dagboek: ‘Wij sterven nu - ach, ook dat hebben we bij God neergelegd. Wij gaan vannacht samen de dood in. Boven ons staat in de laatste uren het beeld van de zegenende Christus, die voor ons strijdt. Met deze aanblik eindigt ons leven.’

## Werken van Klepper
- Der Kahn der fröhlichen Leute, Jochen Kleppers eerste roman. Deze kleurrijke vertelling over de rivier de Oder kwam uit in 1933 bij de Deutsche Verlags-Anstalt.
- Der Vater, een epische roman over het leven van de Pruisische soldatenkoning Frederik Willem I. Het boek was erg populair, ook onder de kopstukken van nazi-Duitsland. Het werd in 1937 gepubliceerd door de Deutsche Verlags-Anstalt.
- In tormentis pinxit (vertaling: unter Qualen hat er es gemalt; hij schilderde het in doodsangst), bewerking van brieven en schilderijen van de Pruisische soldatenkoning Friedrich Wilhelm I, Deutsche Verlags-Anstalt, Stuttgart Berlin, 1938.
- Unter dem Schatten deiner Flügel, Aus den Tagebüchern der Jahre 1932-1942. Deze titel kregen de dagboeken van Jochen Klepper mee. Op initiatief van Jochens zuster Hildegard werden ze in 1956 uitgegeven door de Deutsche Verlags-Anstalt. Vlak na de oorlog zijn de dagboeken gebruikt in het proces tegen Adolf Eichmann. Hij was degene die uiteindelijk negatief besliste over een uitreisvisum voor Renate.

In april 2015 kwam bij uitgeverij Royal Jongbloed het boek Onder de schaduw van zijn vleugels uit. Het betreft een inleiding op en een selectie van de dagboekteksten van Jochen Klepper. Het boek werd samengesteld door Titia Lindeboom. ISBN 978-90-6353-706-7.
- Kyrie, een bundel van 29 geestelijke liederen. De eerste versie verscheen bij Eckart-Verlag in 1938. Nog steeds worden veel van Jochen Kleppers liederen gezongen in Duitse kerken.
  - In Nederlandse liedboeken zijn eveneens vertalingen opgenomen. In het Liedboek voor de Kerken zijn dat:
    - Gezang 130, De nacht is haast ten einde (vertaling: Jan Willem Schulte Nordholt)
    - Gezang 155, Kind, nu wij om U vrolijk zijn (vertaling: Ad den Besten)

  - In het Nieuwe Liedboek (2013) staan:
    - Lied 250, Ik leg mij in uw hoede neer (vertaling: Sytze de Vries)
    - Lied 445, De nacht is haast ten einde (vertaling: Jan Willem Schulte Nordholt)
    - Lied 947, Wanneer mijn hart vaarwel moet zeggen (vertaling: Sytze de Vries)

In april 2016 is bij uitgeverij Royal Jongbloed de bundel Het licht breekt door de wolken uitgekomen. Het betreft een hertaling van alle 29 liederen uit Kyrie. De vertalingen zijn van de hand van Titia Lindeboom. Bij de meeste liederen zijn verwijzingen opgenomen naar bekende melodieën. Bij de liederen waar geen melodie voorhanden was, maakte Frederikus G. aan het Rot (zie https://www.kerkliedwiki.nl/Frederikus_G._aan_het_Rot) een nieuwe melodie: 16 in totaal. ISBN 978-90-6353-718-0
- Überwindung, Tagebücher und Aufzeichnungen aus dem Kriege, een verzameling van dagboekaantekeningen en schetsen uit de tijd dat Jochen Klepper soldaat was. Uitgegeven in 1958 door de Deutsche Verlags-Anstalt.
- Ziel der Zeit, verzamelde gedichten van Jochen Klepper. In 1962 uitgegeven door Eckart-Verlag.
- Die Flucht der Katharina von Bora, uitgegeven in 1973 door de Deutsche Verlags-Anstalt, is nooit bedoeld geweest als een apart boek. Na Der Vater wilde Jochen Klepper zijn tweede grote roman wijden aan het leven van Maarten Luther. Hij heeft het nooit af kunnen maken. Die Flucht der Katharina von Bora is het eerste gedeelte van het plan.

## Werken over Klepper
- Gast und Fremdling - Briefe an Freunde, samenstelling Eva-Juliane Meschke; Eckart Verlag, Berlin, 1960
- Jochen Klepper, Dichter und Zeuge, Ein Lebensbild, door Ilse Jonas, Evangelische Verlagsanstalt, Berlin (DDR) 1966
- Jochen Klepper, Ein Leben zwischen Idyllen und Katastrophen, door Rita Thalmann, Chr. Kaiser Verlag, München, 1977
- Jochen Klepper. Führung und Gestaltung (Reihe Christ in der Welt, Heft 34), door Günther Wirth, Union Verlag, Berlin (DDR) 1972
- Nach Jochen Klepper fragen: Bilder, Dokumente, Biographisches, door Heinz Grosch, Edition Anker im Christliches Verlagshaus GmbH, Stuttgart, 2003
- Wir werden sein wie die Träumenden, Jochen Klepper – Eine Spurensuche, door Oliver Kohl, Neukirchener Verlagshaus, Neukirchen-Vluyn, 2003
- Jochen Klepper – Ein Leben auf der Grenze, door Hans Möhler, Luther Verlag, Bielefeld, 2004
- Jochen Klepper, biografie door Markus Baum, Neufeld Verlag, Schwarzenfeld, 2011
- Jochen Klepper. Licht in dunkler Nacht: Eine Romanbiografie, door Elisabeth Eberle, adeo Verlag, München, 2012
- Auch wer zur Nacht geweinet – Jochen Klepper (1903 – 1942): Eine Vergegenwärtigung, door Harald Seubert, mediaKern-Verlag (Friesenheim bei Offenburg), 2014